# Castigo di Loki

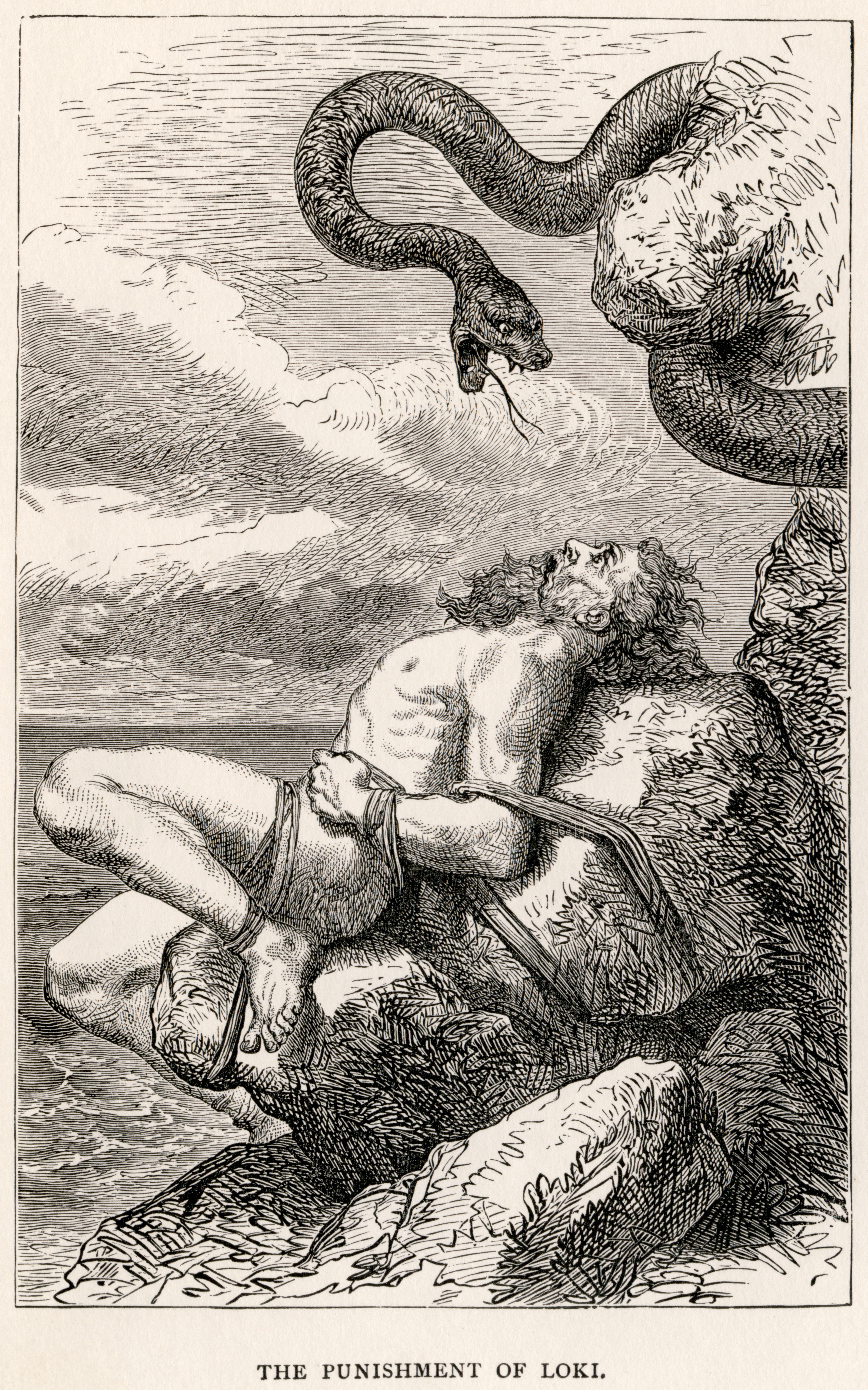
Il castigo di Loki, di Louis Huard, seconda metà del XIX secolo

Con castigo di Loki si intende la punizione che gli dei inflissero a Loki per aver provocato la morte del dio Baldr. 

## Antefatto
Baldr era il più amato tra gli dei. Era molto bello e non aveva, al contrario degli altri Æsi, una natura combattiva. Loki, però, era invidioso di lui.
Baldr iniziò a fare degli incubi riguardo alla sua morte e li raccontò ad Odino, suo padre, e a Frigg, sua madre. Quest'ultima fece giurare a tutte le cose, agli animali, alle malattie e alla natura che non avrebbero fatto alcun male a suo figlio. Tornata ad Asgard, tutti gli dei vollero lanciare degli oggetti a Baldr per vedere se egli era davvero invulnerabile. 
Ma quando Loki vide che al dio non veniva fatto alcun male, decise di andare dalla regina degli Æsi (Frigg) per sapere se, effettivamente, tutte le cose e le creature nei 9 regni avessero giurato di non far male a Baldr. Si trasformò in una donna e andò da Frigg. 
Ella gli spiegò che nulla avrebbe fatto del male a Baldr, ma c'era una pianta a cui non aveva chiesto di non fare alcun male a suo figlio.
Loki prese il vischio e andò dagli altri dei. Vedendo il fratello di Baldr, Höðr, in disparte e sapendo del fatto che fosse cieco vide una possibilità per uccidere Baldr. Si avvicinò a Höðr e gli diede in mano la piantina dicendogli che lo avrebbe aiutato a lanciarla posizionando il suo braccio nella direzione del fratello. Höðr lanciò il vischio che ferì Baldr ed esso morì.

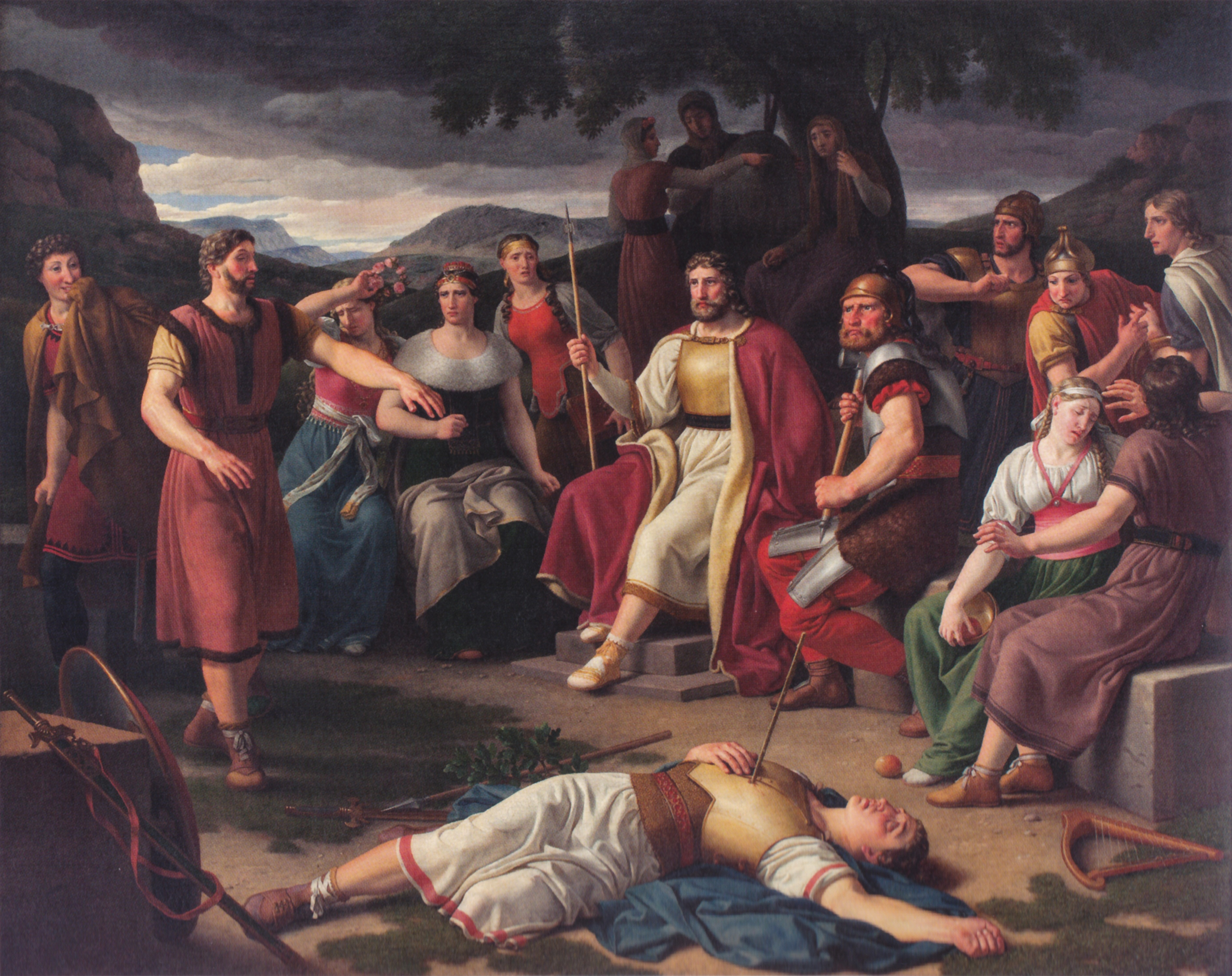
Balders død (La morte di Balder) 1817, dipinto a olio di Christoffer Wilhelm Eckersberg 142 cm x 178.3 cm

Loki scappò e visse in una casa fatta di vetro per vedere se gli altri dei sarebbero venuti a prenderlo. Un giorno gli Æsi lo trovarono e lui si trasformò in salmone cercando di scappare. Ma gli dei lo catturarono con l'aiuto di un'invenzione del dio: la rete da pesca.

## Il castigo di Loki
Dopo che gli Æsi ebbero catturato Loki, lo portarono in una grotta nel Niflheimr. Presero i suoi figli Vali e Narvi e trasformarono Vali in lupo cosicché sbranasse suo fratello Narvi. Poi gli dei presero le interiora di Narvi e legarono Loki a tre rocce. La dea Skaði prese un serpente e lo posizionò sopra il viso del dio. Questo serpente faceva gocciolare del veleno acido sulla faccia di Loki. Ma Sigyn tiene una bacinella per raccogliere il veleno del serpente e allevia così il dolore del marito. Però, quando la bacinella è piena, Sigyn la svuota e il serpente fa colare il veleno sulla faccia di Loki che sussulta così forte da provocare i terremoti. Loki rimarrà incatenato fino al Ragnarǫk.